# Премијер Канаде
Премијер Канаде (енгл. Prime Minister of Canada, фр. Premier ministre du Canada) фактички је шеф владе у Канади.
Стоји на челу Кабинета. Обично је вођа политичке партије са највише мандата у Дому комуна, доњем дому Парламента. По протоколу, доживотно носи звање The Right Honourable као члан Државног савјета.
Актуелни премијер Марк Карни је преузео дужност 14. марта 2025. године. Он је 24. премијер по реду.

## Списак премијера Канаде
- Џон Макдоналд
- Александр Макензи
- Џон Абот
- Џон Томпсон
- Макензи Боуел
- Чарлс Тапер
- Вилфрид Лорије
- Роберт Борден
- Артур Мијен
- Макензи Кинг
- Ричард Бенет
- Луј Сен Лоран
- Џон Дифенбејкер
- Лестер Б. Пирсон
- Џо Кларк
- Пјер Трудо
- Џон Тернер
- Брајан Малруни
- Ким Кембел
- Жан Кретјен
- Пол Мартин
- Стивен Харпер
- Џастин Трудо
- Марк Карни